# Affaire Campbell

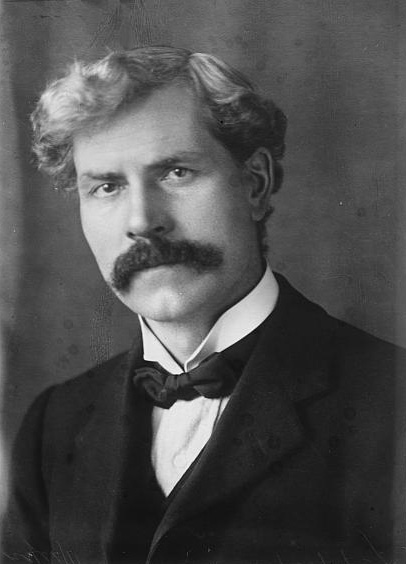
Ramsay MacDonald, dans les années 1900.

L’affaire Campbell est une affaire politique qui a eu lieu au Royaume-Uni en 1924, à l'occasion d'accusations d'« incitation à la mutinerie » portées contre un journal britannique communiste, à la suite de la publication d'une lettre ouverte provocatrice adressée aux membres de l'Armée. La décision ultérieure du gouvernement de Ramsay MacDonald de suspendre les poursuites, manifestement du fait des pressions exercées par des frondeurs de son parti (le Parti travailliste), joua un rôle important dans la chute de cet éphémère premier gouvernement travailliste. Avant les deux défaites parlementaires subies par Theresa May lors des votes du 15 janvier et du 12 mars 2019 sur l'accord négocié avec l'Union européenne dans le cadre du Brexit, c'était en effet les deux défaites de Ramsay MacDonald en octobre 1924 sur l'enquête liée à l'affaire Campbell qui constituaient les plus lourdes défaites parlementaires d'un gouvernement britannique. 

## Prélude à l'affaire Campbell
Le 25 juillet 1924 est publié un nouveau numéro de Workers Weekly (en), un journal du Parti communiste de Grande-Bretagne (CPGB) sous la responsabilité éditoriale du jeune activiste J. R. Campbell (en). Le journal contient un article provocateur pour la « Campagne de la semaine anti-guerre » menée par le CPGB, intitulé « Lettre ouverte aux forces combattantes » (An Open Letter to the Fighting Forces). Cet article contenait notamment : 

« Camarades,
Vous n'avez jamais rejoint l'Armée ou la Marine parce que vous aimiez la guerre, ni parce que vous étiez attirés par le prestige de l'uniforme. Neuf fois sur dix, vous avez été contraints de vous engager après un long combat contre la pauvreté et la misère provoquées par un chômage prolongé. 
Des règlements répressifs et des restrictions pénibles vous ont été volontairement imposés. Et lorsque la guerre sera déclarée, vous serez supposés être pris par l'envie d'aller « battre l'ennemi ». L'ennemi consiste en travailleurs comme vous-mêmes, vivant la même condition d'esclave.
Soldats, marins, aviateurs, chair de notre chair et os de nos os, le Parti communiste vous appelle à commencer la tâche, non seulement d'organiser la résistance passive lorsque la guerre sera déclarée, ou quand vous serez impliqué dans un conflit industriel, mais de faire savoir de façon définitive et catégorique que ni dans la guerre des classes ni dans une guerre militaire vous ne tournerez vos armes contre vos collègues de travail, mais qu'au contraire vous vous ferez front commun avec ces collègues de travail pour attaquer les exploiteurs et les capitalistes, et ferez usage de vos armes aux côtés de la classe à laquelle vous appartenez...
Refusez de tirer sur vos collègues de travail !
Refusez de travailler pour les profits !
Retournez vos armes contre vos oppresseurs , ! »

— Workers Weekly